# Ville close de Concarneau
La Ville close de Concarneau est une cité fortifiée des XVe et XVIe siècles construite sur un îlot. Elle est le cœur historique de la ville de Concarneau qui s'est progressivement développée autour de l'îlot.

## Histoire
Selon la légende, c'est Concar qui aurait délivré le site occupé par l'actuelle Ville close des Pictes pour y fonder la cité de Concarneau,. À l'époque du Haut Moyen Âge, l'îlot rocheux de Conq, actuelle Ville close, dépendait alors de la paroisse de Beuzec. Vers le Xe siècle, un prieuré est établi par les moines de l’abbaye de Landévennec sur la base de quelques maisons déjà présentes sur la partie haute de l’îlot. Les traces d'une tour du XIIIe siècle et un mur du XIVe siècle retrouvés près de la Tour du Fer à Cheval confirment l'existence d'une enceinte médiévale. C’est probablement le duc Jean II de Bretagne qui fait construire cette première enceinte en pierre entourant l'îlot vers 1285. À cette époque, une communauté constituée de bourgeois, de négociants et de pêcheurs vit dans la cité.
La Ville maintenant close devient une place forte de Bretagne et  l'enjeu de rivalités entre Anglais et Français, notamment lors la  guerre de Succession de Bretagne pendant laquelle les Anglais, venus au secours de Jean de Montfort, prennent la ville en 1342. En 1373, après trente années d'occupation anglaise, Olivier Du Guesclin, reprend la ville pour le compte du roi de France Charles V et chasse les anglais. Au milieu du XVe siècle, le duc de Bretagne Pierre II fait reconstruire la muraille. En 1488, après la bataille de Saint-Aubin-du-Cormier, la Ville close passe aux mains du roi de France Charles VIII, avant d'être reprise par les Bretons. En 1489, Jean II de Rohan assiège et reprend l'enceinte au nom du roi. Anne de Bretagne, pour contrer l'emprise des Français sur le duché, fait alors appel aux Anglais qui occupent la ville jusqu'en 1495.
Au XVIe siècle, lors des guerres de Religion, la cité est prise par les réformés le 17 janvier 1576 qui mettent à mort la garnison. Mais peu de temps après, ses chefs sont assassinés et la cité reprise avec force par les habitants des paroisses voisines. Le duc de Mercœur rend alors la défense de Concarneau à Louis de Lézonnet, gouverneur de la ville avant sa prise par les protestants, ligueur lui aussi et l'un des premiers nobles bretons à l'avoir soutenu. Henri IV converti au catholicisme en 1593 laisse la gouvernance de la cité à Louis de Lézonnet qui meurt en 1595. Concarneau devient une juridiction royale avec droit de prévôté et l’une des 42 villes de Bretagne à envoyer un député aux États de Bretagne,,.
En juillet 1619, le roi Louis XIII, mécontent du gouverneur de Concarneau ordonne au gouverneur de Bretagne de prendre le contrôle de la cité. Une armée est levée et entreprend le siège de l'enceinte, dont le gouverneur de Lézonnet finit par capituler. Un temps propriété de Fouquet, Concarneau connaît de nombreux changements et sa défense est améliorée. La Ville close est bardée de canons et de Couleuvrines afin de protéger le port. Vers 1680, Vauban visite le site et ordonne des travaux dans l'objectif d'améliorer le système de défense. On démonte les toits des tours afin de permettre l'installation de l'artillerie sur des plates-formes. Les travaux sont achevés en 1694 et Vauban vient les inspecter le 7 juin de la même année. Jusqu'à la Révolution française, Concarneau compte, en plus de la garnison, une population de pêcheurs qui arment quelques dizaines de chaloupes. La pêche essentiellement constituée de la sardine pressée, séché ou fumée, est expédiée ensuite par bateau vers Saint-Malo, Nantes, La Rochelle, voire Bordeaux et par charrette vers les villes de l'intérieur. Le port n'est alors qu'une vasière abritée par les remparts de la Ville close où les chaloupes viennent hiverner.
Après la Révolution française, pendant la révolution industrielle, la ville se transforme. Des maisons bourgeoises sont édifiées le long des quais hors de la ville close. Cette dernière devient un quartier populaire abritant matelots et sardinières tandis que la ville s’étend en dehors de ses murs historiques. À partir de 1851, les premières conserveries spécialisées dans la sardine et le thon, remplacent progressivement les fritures et les presses à sardines. Elles feront la fortune de quelques négociants et permettront une élévation du niveau de vie de la population. Entre le milieu du XIXe siècle et le milieu du XXe siècle, la Ville close fait aussi l'objet de l'attention des peintres dit du « groupe de Concarneau ». La chapelle-hôpital de la Trinité, située dans la Ville close, est victime d'un incendie en 1917, mais une riche américaine, Katerine Wylie, finance sa reconstruction en 1924 comme hôpital-dispensaire. Le bâtiment devient par la suite une maternité jusqu'à la construction de la maternité du Porzou au début des années 1970.
Dans l'émission Le monument préféré des Français diffusée en 2014, la Ville close est élue monument préféré dans le classement régional Bretagne devant les alignements de Carnac, le phare d'Eckmühl, le Fort-la-Latte, la base sous-marine de Lorient et l'Hôtel Magon. La Ville close arrive à la sixième position du classement national.

## Architecture

### Les remparts

#### Histoire de la construction

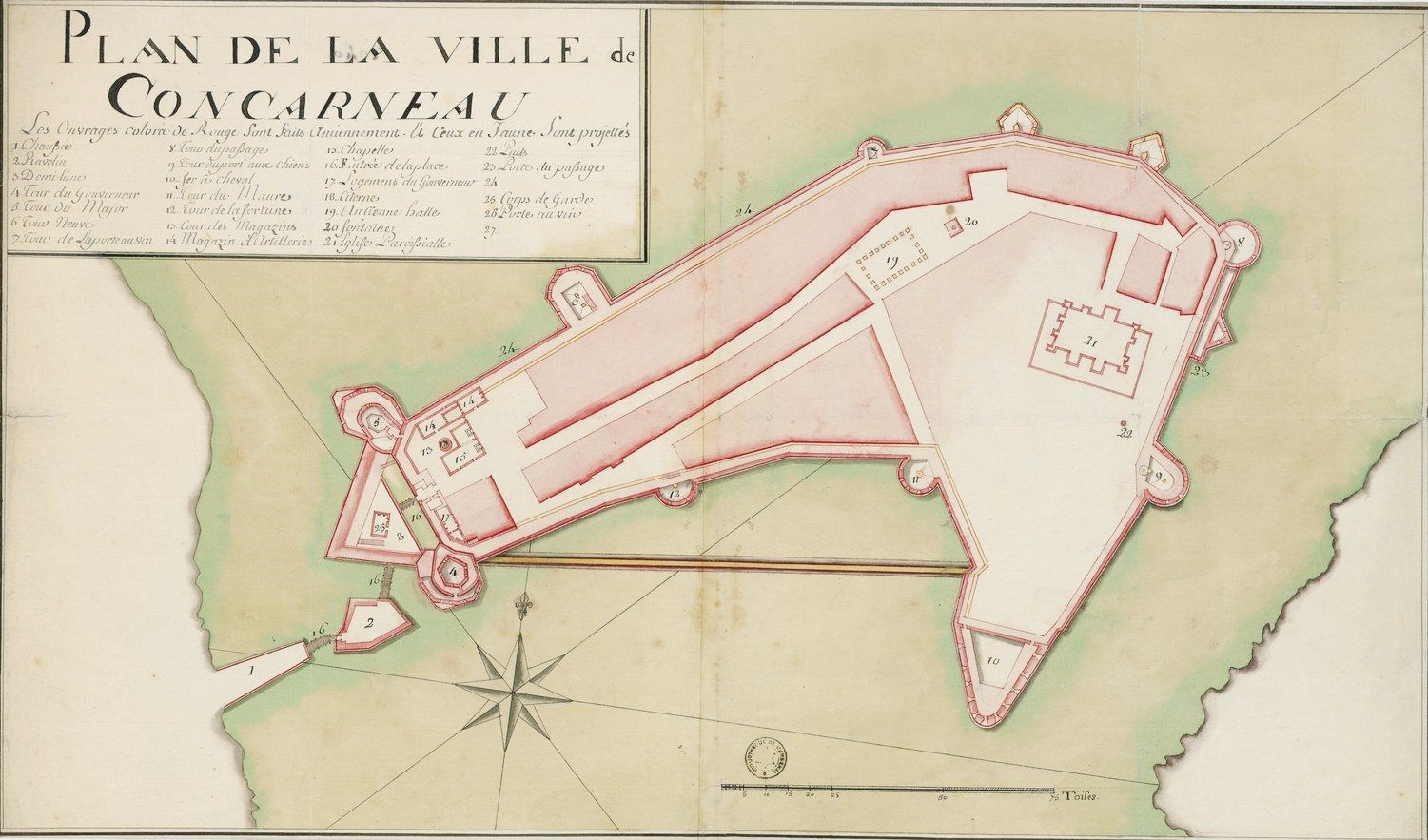
Plan de la Ville close en 1758.

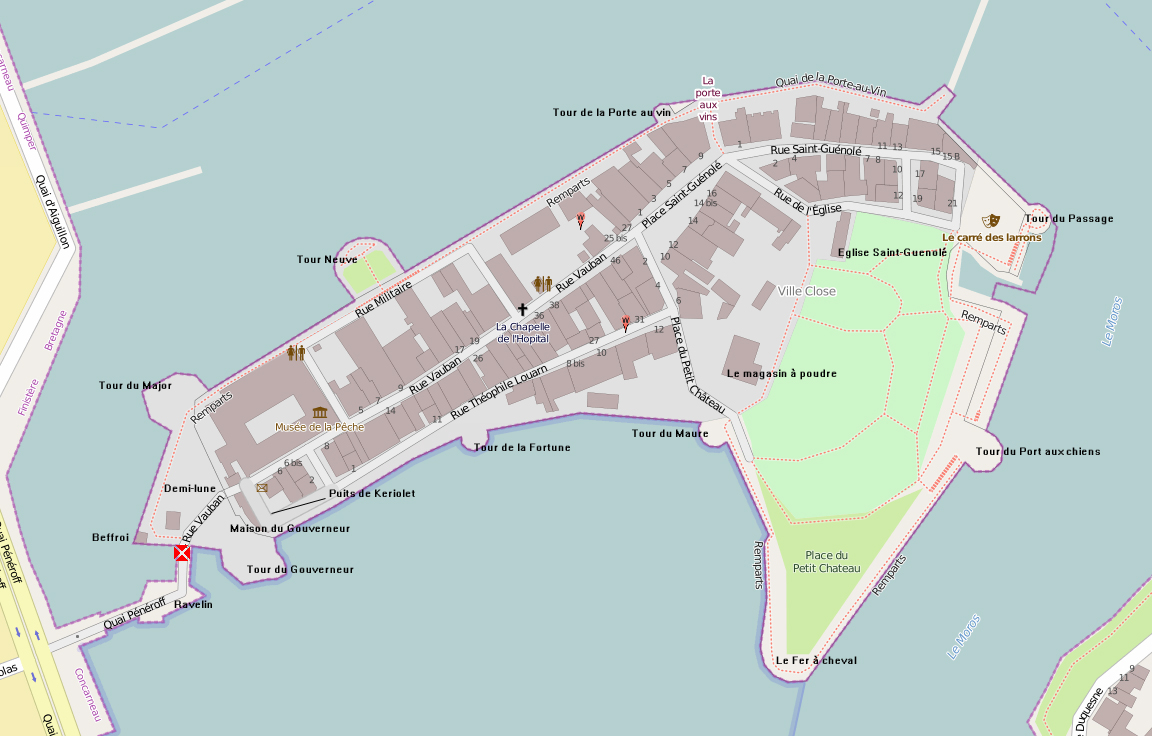
Carte de la Ville close actuelle.

À la fin du haut Moyen Âge, les premières fortifications en bois ont été érigées pour défendre le monastère dépendant de l'abbaye de Landévennec. Progressivement renforcés avec de la pierre à partir du XIIIe siècle, les remparts sont totalement repris entre 1451 et 1476 pour quasiment acquérir leur forme actuelle sous l'impulsion de Jean de Rohan. Au tournant du XVe siècle, Anne de Bretagne fait ériger la section surnommée du fer à cheval dans la partie sud-est à proximité du Petit-Château. Le développement des fortifications se poursuit au cours du XVIe siècle. Vers 1540, on construit une courtine entre la tour du Major et la tour du Gouverneur au niveau de la porte occidentale et vers 1580, le duc de Mercœur renforce les installations avec une demi-lune devant la porte occidentale. Au cours du XVIIe siècle, les fortifications subissent un certain nombre de modifications afin de s’adapter à l’artillerie. Vauban en particulier fait retirer le toit des tours pour installer des plateformes d'artillerie et construire deux tours supplémentaires de chaque côté de la porte du Passage ainsi que plusieurs poternes. Un fossé est aussi creusé entre courtine et demi-lune. Les remparts sont rénovés au cours du XIXe siècle.

#### Description
Les remparts, dans leur forme contemporaine, ceinturent la ville close sur une longueur totale d'environ 980 mètres. La ville close s'étend d'est en ouest dans sa plus grande longueur sur 380 mètres et 220 dans sa plus grande largeur (nord-sud) et sur une soixante de mètres dans sa largeur minimum. Les remparts constitués de granite local ont une épaisseur moyenne comprise entre 2,5 et 3 mètres. Leurs mâchicoulis datent du XVe siècle.
L'entrée principale de la Ville close est protégée par premier ravelin rehaussé par un parapet crénelé. Ce dernier est relié à la demi-lune par un pont dormant. Ces structures sont reliées entre elles par un ensemble de six ponts de bois, trois ponts-levis et de trois ponts dormants. Les remparts sont percés par huit tours (neuf si l’on compte le fer à cheval). En partant de la tour située à proximité de l’entrée principale, on compte dans le sens de rotation horaire, la tour du Gouverneur, la tour du Major, la tour Neuve, la tour de la Porte au vin, la tour du Passage, la tour du Port aux chiens, le Fer à cheval, la tour du Maure, la tour de la Fortune. Plusieurs portes ouvrent les remparts notamment la Porte au Vin au nord, la porte des Larrons et la Porte du Passage à l'est :
- La tour du Gouverneur (vers 1477-XVIIe) : Cette partie des fortifications est sans doute ordonnée par le duc François II. Elle accueille le logis des capitaines puis du gouverneur de la cité. Vauban fait renforcer et chemiser la structure pour supporter une plateforme d’artillerie. Au début du XVIIIe siècle, un éperon est ajouté à la base de la tour[11].
- La tour du Major (XIVe – XVIIe) : La structure primitive de la  tour du Major date du XIVe siècle, le chemisage du XVIIe siècle. Elle est principalement composée d’une salle basse servant de dépôt de munitions notamment pour les barils de poudre et protégée par un couloir de guet. À l’étage se trouve le logis à feu du major[11].
- La tour Neuve (XVIe) : Aussi appelée tour du Moulin à Poudre, elle est édifiée pour protéger une section des remparts plus vulnérable à marée basse.
- La tour de la Porte au Vin : elle est datée du dernier quart du XVe siècle.
- La tour du Passage : sans doute datée du XVe siècle, elle est située à un emplacement stratégique.
- La tour du Port aux Chiens (XVIe) : Elle aussi appelée tour de l'Essence'.
- Le Fer à Cheval : daté du XVIe siècle, il a été comblé au XIXe siècle. Des travaux de restauration ont mis au jour les vestiges d'une tour du XIIIe siècle
- La tour du Maure : datée du XVe siècle, elle est percée de trois archères canonnières.
- La tour de la Fortune : C'est une des tours les plus anciennes de la Ville close. Percée de trois archères canonnières, elle est aussi appelée tour du Masson.
- La porte des Larrons (XVe) : située à proximité du carré des Larrons, cette porte tient son nom des voleurs que l’on conduisait par barge de l’autre côté de la rive, au Passage, pour y être pendus[12]. Murée durant plusieurs siècles, elle fut rouverte en 1991[10].
- La porte au Vin (XVe) : Cette porte ouvrait sur le premier port de commerce. Un quai est construit en 1891 dans le prolongement extérieur de la porte, le long des remparts pour satisfaire les pêcheurs[10]
- La porte du Passage  (XIXe) : la muraille est percée à la fin du XVIIIe pour faciliter l’accès vers le Passage. La porte elle-même date de l’époque de Louis-Philippe[13].
- La maison du Gouverneur ( XVIIe) : cet édifice adossé à la tour du Gouverneur sert de maison et d’annexe à cette dernière avec laquelle elle communique sur deux niveaux. Aucun gouverneur n’occupa réellement ce logis, loué un temps à un menuisier[10].
- Le Logis du Major (vers 1730) : en l’absence du gouverneur de la cité, la garnison est commandée par un major. La salle de guet située au-dessus d’une des portes principales est réaffectée au milieu du XVIIIe siècle pour abriter le major[11].
- Le corps de garde : reconstruit en 1694 dans la Demi-lune afin de protéger le second pont-levis.

### L'église Saint-Guénolé

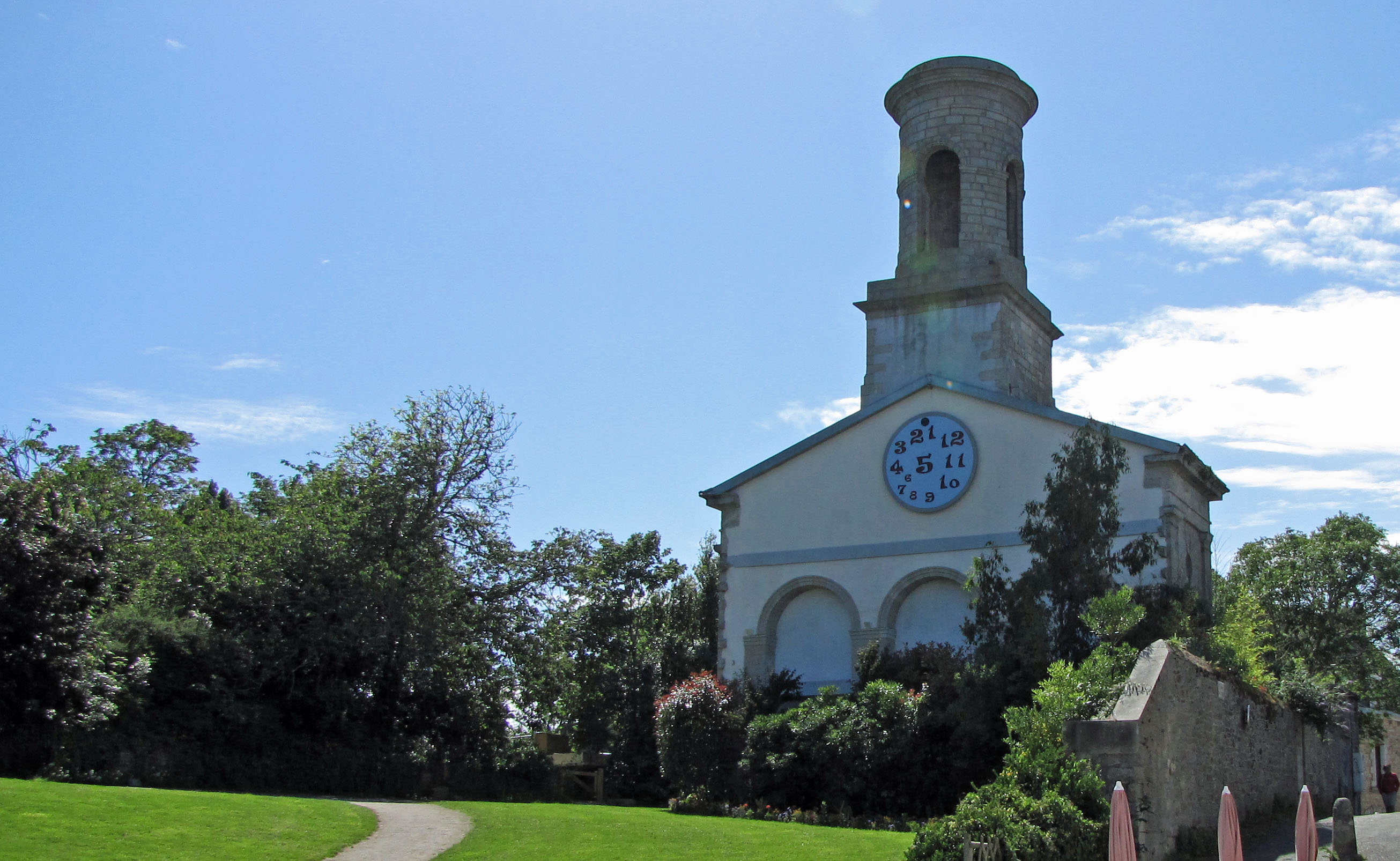
L'église Saint-Guénolé.

L'ancienne église Saint-Guénolé aurait été construite au XIIe siècle. En ruine, elle est détruite en 1830 pour édifier une nouvelle église. Cette dernière est elle-même transformée en hôpital en 1937 alors que la nouvelle église paroissiale Église Saint-Cœur-de-Marie est construite hors les murs de la ville-close en 1912. L’hôpital est démoli dans les années 1980 et il ne reste que sa façade et son pignon-clocher.

### La chapelle de l’hôpital (Trinité)
À partir du XVIe siècle, la ville close dispose d'une chapelle hôpital dédiée à la Trinité. Cette dernière pouvait accueillir une dizaine de malades. L’hôpital existe depuis au moins 1539 puis à la Révolution, il est transformé en temple décadaire. Après la Révolution l'édifice devient successivement une église paroissiale, une école, une maison close durant la Première Guerre mondiale puis un dispensaire et enfin un lieu d'exposition. De l'édifice primitif, il n'en reste qu'une façade visible rue Vauban.

### Autres bâtiments ou structures remarquables

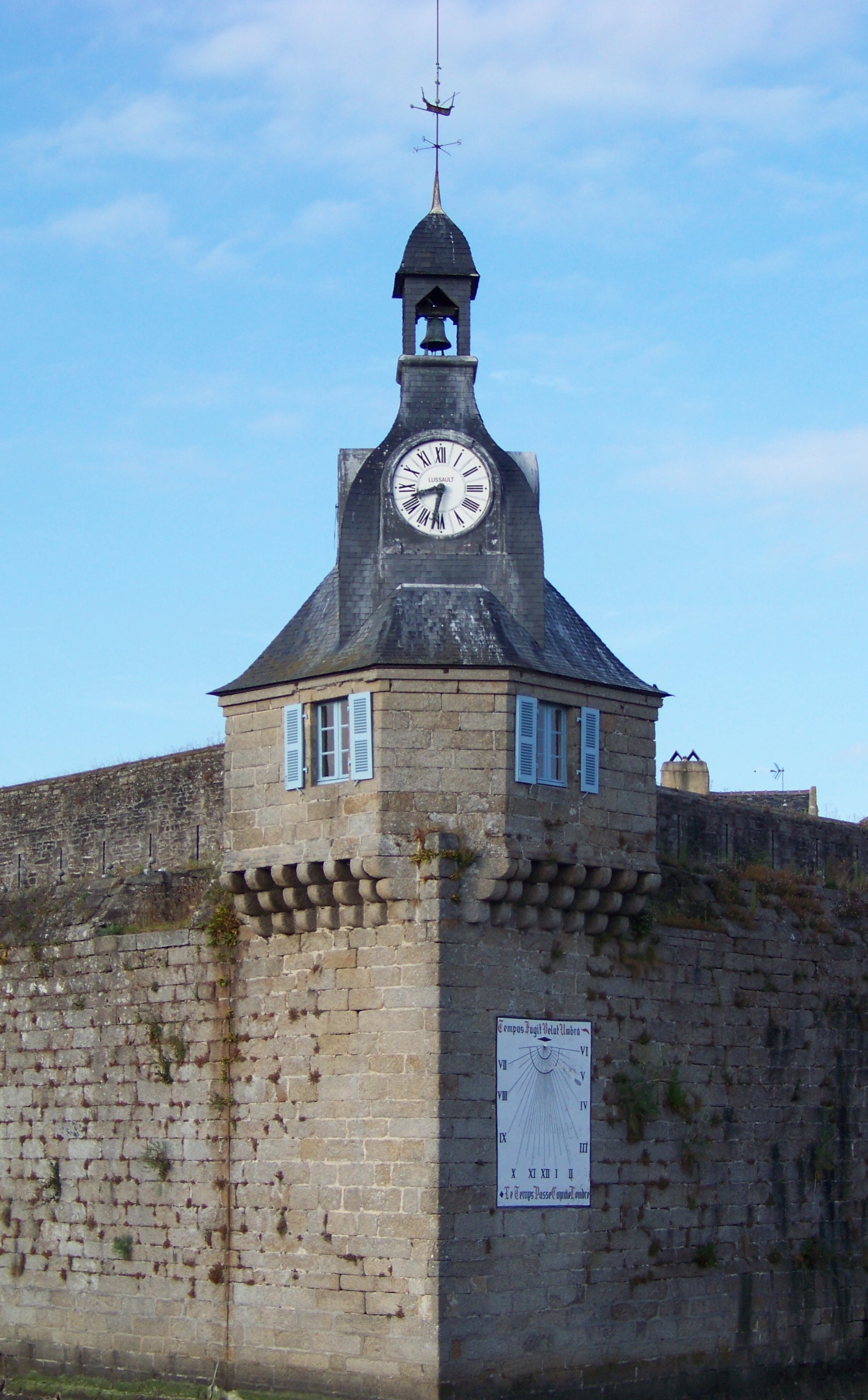
La caserne Hervo datée du XVIe siècle inscrite au monument historique en 1926[15]. Initialement la chapelle Notre-Dame-du-Portal (ou chapelle du Rosaire) sert de chapelle au château puis d'espace de délibération pour la communauté de la cité. La chapelle est transformée en dépôt d’artillerie lors de la Révolution ou caserne Hervo. Il ne reste que le porche de cet ancien édifice[16].
- Le Musée de la pêche de Concarneau installé depuis 1961 dans l'ancien arsenal de la rue Vauban. Une ordonnance royale datée de 14 juin 1844 ordonne la destruction de plusieurs maisons afin de construire un arsenal. Ce dernier est terminé en 1846[17].
- La maison de Vieille Halle datée du XVIIe siècle[18].
- La maison à Pignon (fin du XVIIe). Ancienne maison de ville des seigneurs du Fresq de Melgven[19].
- La maison Le Guilloroux de Penanec'h datée de 1736 et construite pour Mme Le Guilloroux de Penanec'h fille de sénéchal de Châteauneuf-du-Faou et responsable des fours banaux de Concarneau[20].
- La maison Morineau-la-Bourdonnaye datée de 1766 est une demeure en pierre de taille édifiée pour Christophe Morineau[21].
- La maison de l’Émigré Brisson datée de 1766 construite par l'architecte Charles Le Poullain. L'édifice sert de caserne pendant la Révolution[22].
- Le Bar de la Porte au Vin est une maison double construite entre 1730 et 1765. Elle abritait des maitres de barques et presseurs de sardines[20].
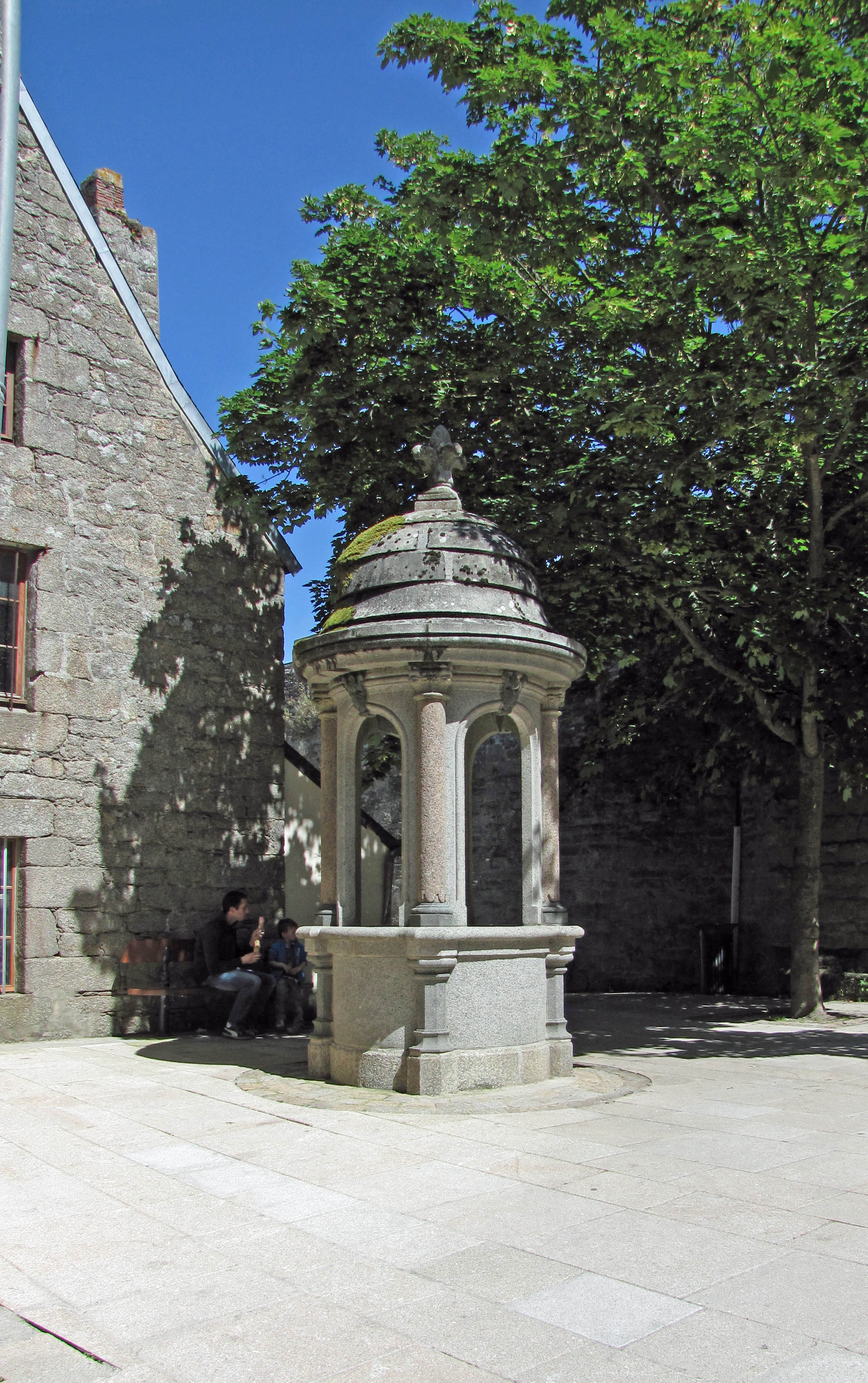
Le beffroi érigé selon la volonté du maire Samuel Billette de Villeroche en 1906 sur l'ancien poste de garde à partir des plans de l’architecte Léon Vincent[13].
- Le puits à dôme du château de Keriolet (1880) est offert par le prince Youssoupoff à la ville de Concarneau et remonté en ville close dans la cour du gouvernement au milieu du XXe siècle[23].  L'originalité du puits réside dans le choix des matériaux qui le compose : du granite gris de la région, du granite rose en provenance des Côtes d'Armor pour les colonnes ainsi que de la pierre noire de Kersanton pour la base[24].
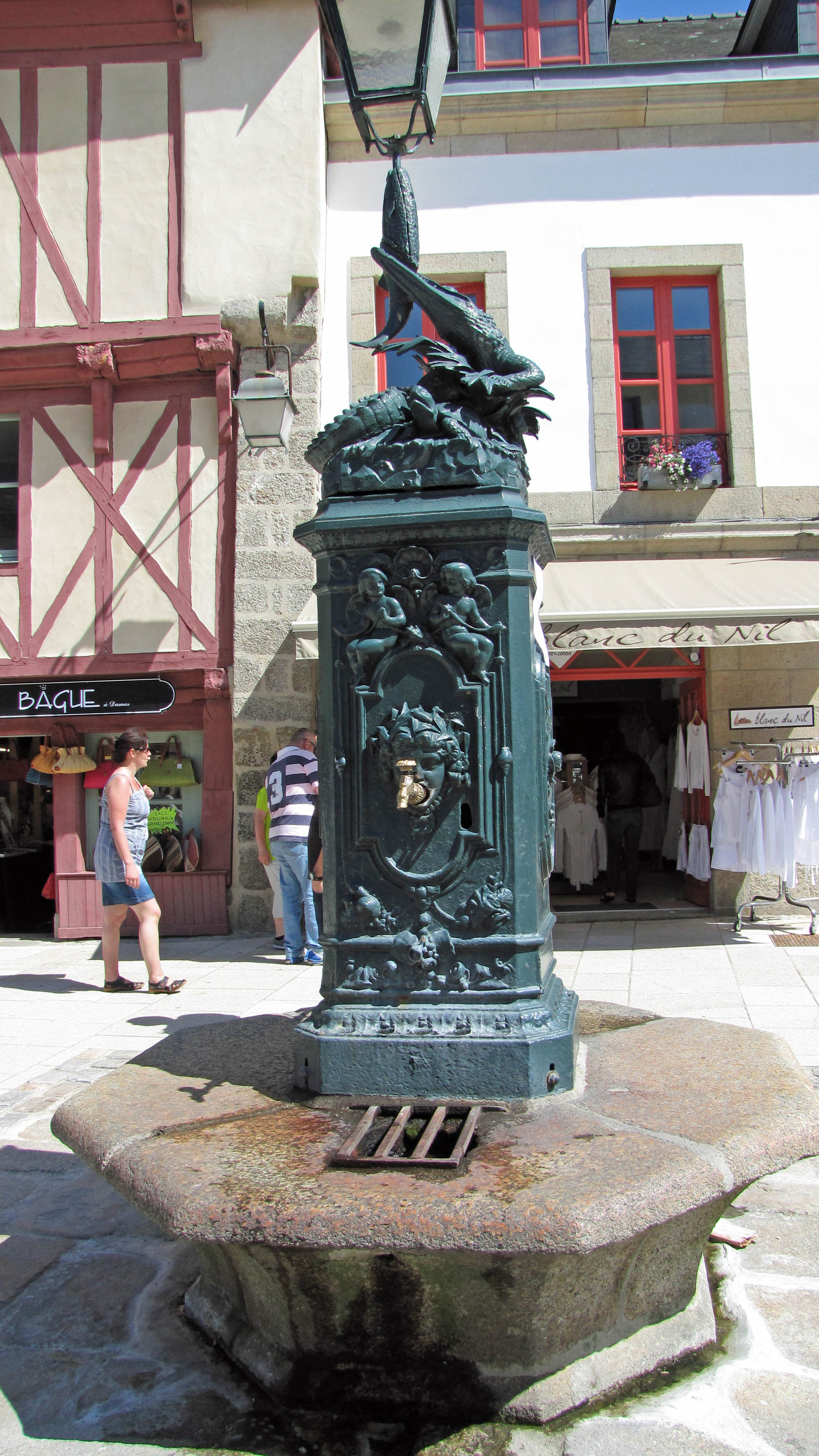
La fontaine de la place Saint-Guénolé dite "au crocodile" est édifiée selon les plans de l'architecte Joseph Bigot entre 1855 et 1856[25]. C'est le sculpteur Guillaume à qui sera confié la charge de sa réalisation. La fontaine en fonte est posée sur un socle de granite crée par Joseph Bigot. sur la fontaine se dresse un crocodile (d'où elle tire son nom) tenant dans sa gueule un poisson portant un lampadaire. Dans la partie inférieure se dresse dans une loutre et une tortue. La fontaine servait à ravitailler les différents équipages en eau avant leur départ[24]. La fontaine s'étant détériorée à cause du temps et des intempéries, un campagne de restauration a été organisée à partir d’octobre 2023, elle a retrouvé sa place sept mois plus tard, le 12 juin 2024 [26],[27].
- L'ancien presbytère construit par l'architecte Joseph Bigot date de 1856. Incendié en 1917, il est converti en 1925 en dispensaire[25].
- Le magasin à poudre construit en 1837.
- La motte féodale du Petit-Château[28].  - Le beffroi de la Ville-Close
  - Le puits à dôme de Kériolet
  - La fontaine de la place Saint-Guénolé dite "au crocodile"

## Monument historique et restauration
Les remparts de la Ville close de Concarneau sont classés au titre des monuments historiques par les arrêtés du 27 février 1899 et du 20 aout 1913. Le temps et les aménagements successifs ont conduit la Ville close à subir de nombreuses dégradations. Des programmes de restauration successifs sont menés depuis les années 1980. Le plus récent en date, conduit depuis le début des années 2010, a permis de réhabiliter la Tour du Gouverneur en 2011 et une partie des remparts afin de rendre accessibles ces derniers sur près de 800 mètres de chemin de ronde. Mais la tour du Maure et les courtines qui partent de cette dernière jusqu'à la tour de la Fortune restent fermées au public.
Des études sont lancées par la Direction régionale des affaires culturelles de Bretagne (Drac) et l'ABF (Architectes des bâtiments de France) en 2013 et en 2014 afin de diagnostiquer l'état du ravelin et de la tour du Maure. L’état de cette dernière est inquiétant, et les conclusions de l’étude font de sa restauration une priorité. En 2014, la ville de Concarneau lance donc un programme de restauration de la tour du Maure et du ravelin situé à l’entrée de la Ville close. Des nouvelles installations sont aussi prévues pour permettre la continuité du chemin de ronde. Le cout total de ses travaux est estimé à 400 000 euros. D’une durée de neuf mois, ces derniers doivent débuter à l’automne 2015.
En mars 2014, à la suite de plusieurs tempêtes successives une partie du mur qui longe le quai de la Porte au Vin s’effondre. Des travaux de réparation sur la partie effondrée et de consolidation de l'ensemble du mur, d'un coût évalué à 175 000 euros, sont prévus à l’horizon 2015.

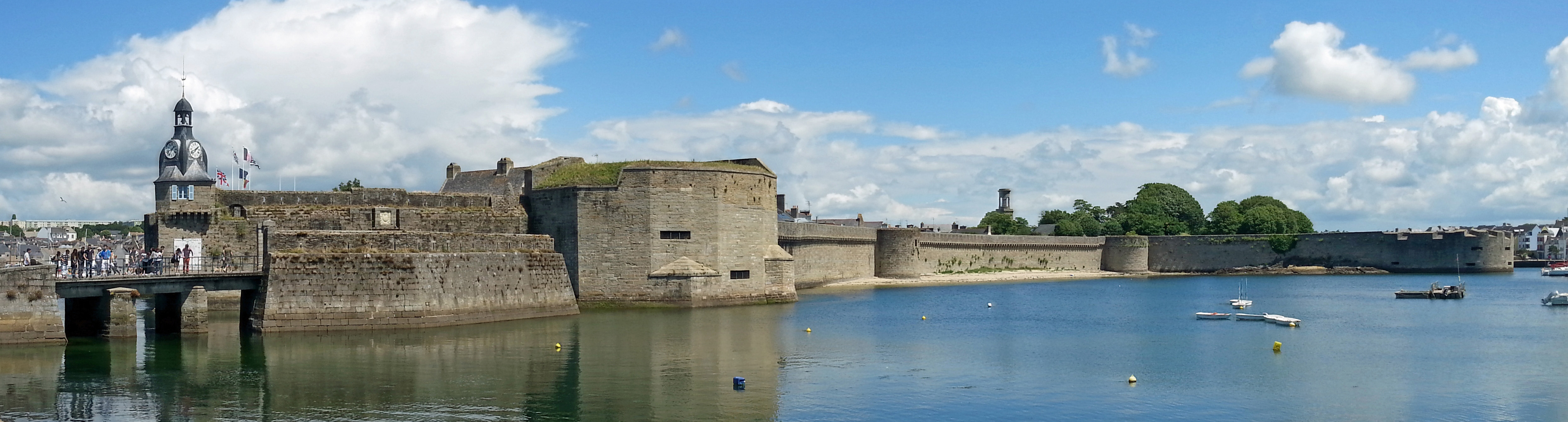
Ville close de Concarneau (vue panoramique).
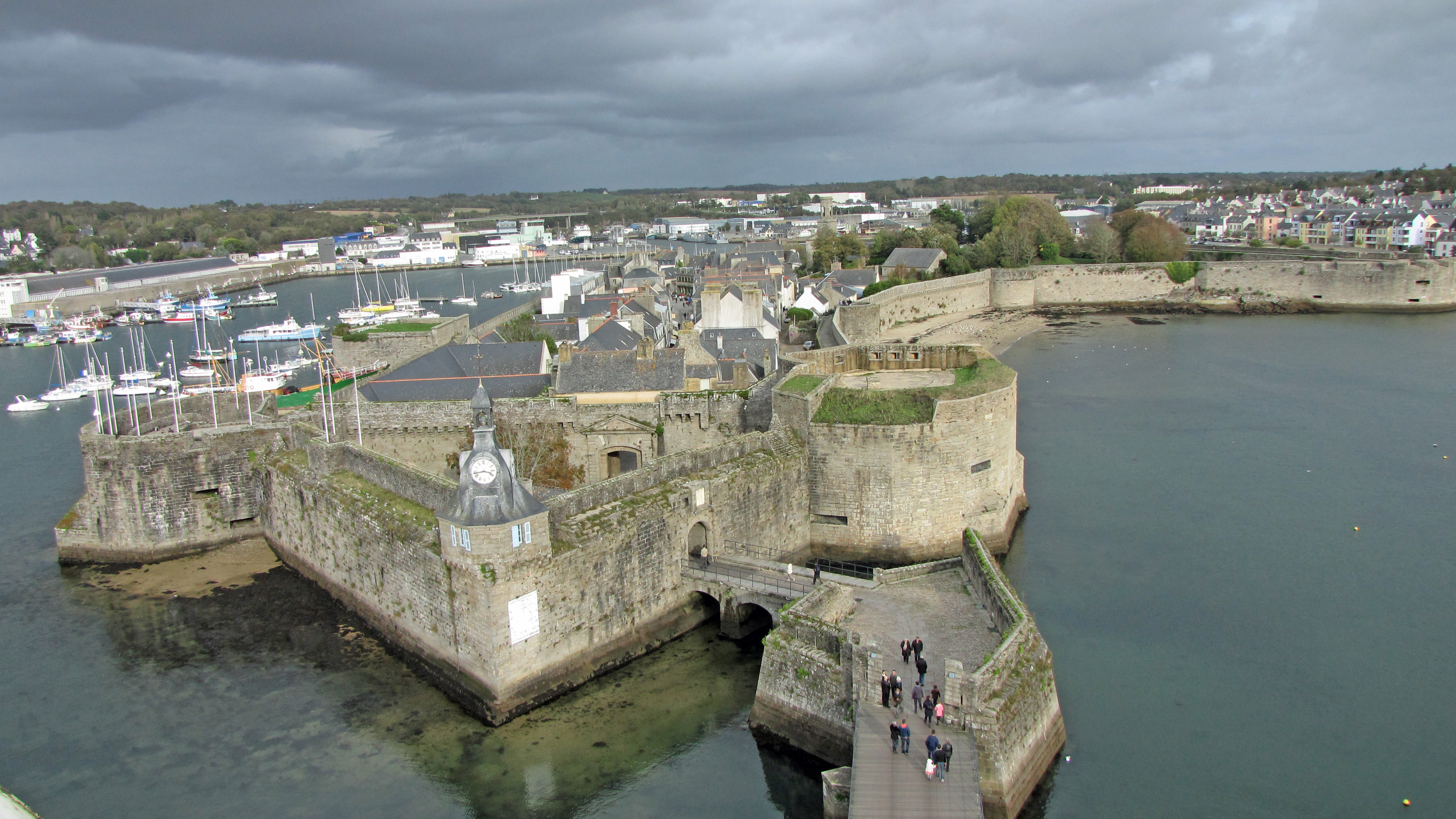
La Ville close (vue aérienne).

## Sources modernes
- Anonyme, Le siège de Concarneau en 1619 (Prise et réduction de Conquerneau), 1621 (lire en ligne)